# Даніел Намір
Даніел Намір (12 серпня 1997) — ізраїльський плавець.
Учасник Олімпійських Ігор 2020 року, де в естафеті 4x200 метрів вільним стилем його збірна посіла 10-те місце і не потрапила до фіналу.